# Devin the Dude
Devin the Dude, pseudonimo di Devin Copeland (St. Petersburg, 4 giugno 1970), è un rapper statunitense.

## Biografia
Nato in Florida, ha vissuto fin da bambino a Houston (Texas). 
Con Jugg Mugg e Rob Quest ha mosso i primi passi nel mondo hip hop verso la metà degli anni '90 con il gruppo Odd Squad.
Nel 1996 ha pubblicato un album con i Facemob.
Dopo aver firmato un contratto da solista con la Rap-A-Lot Records, ha pubblicato il suo primo album nel 1998. Nei primi anni 2000 sono usciti diversi dischi che ne hanno decretato il successo.
Ha spesso collaborato con colleghi rapper o con altri musicisti o band nel corso della sua carriera: tra questi De La Soul, Slim Thug, Gucci Mane, Tech N9ne, Dr. Dre, Scarface, Lil Jon, The Roots, Bun B e altri.
Nel 2008 ha chiuso il rapporto con la Rap-A-Lot Records durato quindici anni e si è accasato alla Razor & Tie. 
Nell'ottobre dello stesso anno ha pubblicato il suo primo album con la nuova etichetta.
Nel 2010 ha pubblicato due album, uno per la E1 Music in aprile e uno per la Real Tank Entertainment in novembre. Nel 2013 è uscito il suo ottavo album.

## Discografia
Album studio
- 1998 - The Dude
- 2002 - Just Tryin' ta Live
- 2004 - To tha X-Treme
- 2007 - Waitin' to Inhale
- 2008 - Landing Gear
- 2010 - Suite 420
- 2010 - Gotta Be Me
- 2013 - One for the Road
- 2017 - Acoustic Levitation